# 时集镇 (新沂市)
时集镇，是中华人民共和国江苏省徐州市新沂市下辖的一个乡镇级行政单位。

## 行政区划
时集镇下辖以下地区：
时集村、大周村、陈墩村、西洪村、马场村、陈刘村、敬元村、蒋沟村、温墩村、白科村、新庄村、万沟村、蒋刘村、明甫村、凤云村、山东村、郝湖村和白石村。